# Stelis plena
Stelis plena är en biart som först beskrevs av Léon Abel Provancher 1888.  Stelis plena ingår i släktet pansarbin, och familjen buksamlarbin. Inga underarter finns listade i Catalogue of Life.